# Zsuzsa Körmöczy
Zsuzsa Körmöczy (ur. 25 sierpnia 1924 w Budapeszcie, zm. 16 września 2006) – węgierska tenisistka, zwyciężczyni międzynarodowych mistrzostw Francji i Włoch, reprezentantka w Pucharze Federacji.

## Kariera tenisowa
Praworęczna Węgierka zaliczała się do czołowych specjalistek gry na kortach ziemnych na przełomie lat 50. i 60. Regularne uderzenia z głębi kortu zapewniały jej nie tylko sukcesy na tej nawierzchni, ale i miejsce w czołówce światowej przez wiele lat. Karierę rozpoczęła stosunkowo wcześnie, jeszcze przed II wojną światową, ale na największe sukcesy – międzynarodowe mistrzostwo Francji i Włoch, półfinał Wimbledonu czy pozycję wiceliderki nieoficjalnego rankingu światowego – musiała czekać długie lata. Zapisała się w kronikach jako najstarsza triumfatorka turnieju na kortach Rolanda Garrosa (prawie 34 lata) oraz międzynarodowych mistrzostw Włoch (niespełna 36 lat). Siedem razy znalazła się w czołowej dziesiątce rankingu światowego (1953, 1955, 1956, 1958, 1959, 1960, 1961), najwyżej w 1958 – na drugim miejscu.

### Początek kariery
W dzieciństwie obok tenisa uprawiała m.in. szermierkę. W 1936 w wieku 12 lat świętowała pierwszy tytuł mistrzyni Węgier juniorek w tenisie. Dwa lata później dostąpiła zaszczytu występu w reprezentacji seniorskiej w spotkaniach Pucharu Europy Środkowej, w tym w zwycięskim spotkaniu z Polską, w składzie której grała m.in. utytułowana Jadwiga Jędrzejowska. Wiosną 1939 jako 14-latka wystąpiła po raz pierwszy w turniejach w Anglii, odnosząc wiele cennych zwycięstw nad lokalnymi zawodniczkami. Była m.in. w finale turnieju na kortach Melbury Club w Londynie, gdzie wprawdzie musiała uznać wyższość Kay Stammers, ale zyskała uznanie takich sław tenisa, jak Alice Marble czy Bill Tilden. W czasie tej angielskiej wyprawy nie zabrakło także debiutu na nawierzchni trawiastej, ale pierwszy start niedoświadczonej Körmöczy na specyficznym podłożu zakończył się dotkliwą porażką bez wygranego gema.
Wybuch wojny ograniczył jej możliwości startowe. W sierpniu 1940 wygrała po raz pierwszy międzynarodowe mistrzostwa Węgier, a wkrótce potem przyczyniła się do awansu reprezentacji do finału Pucharu Europy Środkowej, ale już na sam finał przeciwko Niemkom nie mogła pojechać, oficjalnie ze względów na kłopoty paszportowe. Zadecydowało żydowskie pochodzenie tenisistki, które niebawem całkowicie wykluczyło ją z życia sportowego. Treningi kontynuowała w konspiracji.

### Po II wojnie światowej
Po wojnie Körmöczy aktywnie włączyła się w ruch sportowy, nie tylko trenując, ale i biorąc udział w budowie nowych kortów tenisowych. Wiosną 1946 pokonała w meczu w Polsce Jędrzejowską, również pozostającą w okresie wojennym poza tenisem. Jesienią tegoż roku przegrała w finale międzynarodowych mistrzostw Węgier w Budapeszcie. W 1947 zaliczyła debiut na turnieju wimbledońskim, ale już w I rundzie musiała uznać wyższość rozstawionej z numerem ósmym Brytyjki Jean Bostock 4:6, 3:6. Wobec przejścia do tenisa profesjonalnego obrończyni tytułu Pauline Betz właśnie pojedynek Bostock z Körmöczy wybrano na mecz otwarcia turnieju kobiet na korcie centralnym. Po Wimbledonie Węgierka doszła do finału turnieju w holenderskim Noordwijk, odnosząc prestiżowe zwycięstwo nad jedną z czołowych Amerykanek Patricią Todd bez straty seta. Wkrótce zaliczyła kolejny ważny debiut, na kortach imienia Rolanda Garrosa (w dwóch pierwszych latach powojennych wyjątkowo mistrzostwa Francji rozgrywano po Wimbledonie). W Paryżu Körmöczy doszła do ćwierćfinału, gdzie przegrała z Amerykanką Margaret Osborne 0:6, 3:6. W parze z rodakiem Józsefem Asbóthem doszła do półfinału gry mieszanej, co do końca kariery pozostało jej najlepszym wynikiem w grach podwójnych na turniejach wielkoszlemowych. Na zakończenie sezonu triumfowała w turnieju w Pradze.
W 1948 Körmöczy wygrała m.in. turnieje w Monte Carlo, Mediolanie, Belfaście i ponownie w Pradze. Osiągnęła finał w Brukseli, gdzie pokonała m.in. uchodzącą za liderkę tenisa kobiecego Doris Hart 4:6, 6:3, 6:3 oraz jej rodaczkę Shirley Fry, by ulec Pat Todd. Nieco słabiej wypadła w mistrzostwach Francji, z którymi pożegnała się już w II rundzie singla, natomiast na Wimbledonie doszła do IV rundy, gdzie rozstawiona z „ósemką” Fry wzięła rewanż. Pod koniec sezonu 1948 oraz na początku kolejnego roku występy Węgierki ograniczyła ciąża. W 1949 wystąpiła na Wimbledonie jedynie w deblu, bez większych sukcesów, by zrezygnować z większości występów jeszcze w 1950 ze względu na zły stan zdrowia. Zdiagnozowano u niej kamienie nerkowe.
W 1951 zdobyła trzy tytuły mistrzowskie na igrzyskach Europy Wschodniej w Berlinie. W startach na Zachodzie mogła pochwalić się jedynie III rundą Wimbledonu (przegrała z rozstawioną z numerem drugim Margaret Osborne DuPont, dawniej Osborne), natomiast w 1952 po raz drugi w karierze triumfowała w Monte Carlo. W kolejnych latach impreza ta stała się jedną z ulubionych Körmöczy, która łącznie wygrywała tam sześć razy w grze pojedynczej. W 1953 Węgierka po raz pierwszy była w ćwierćfinale Wimbledonu, eliminując rozstawioną z szóstym numerem Helen Fletcher, a ulegając turniejowej „dwójce” Doris Hart 5:7, 5:7, mimo prowadzenia w obu partiach. Jeszcze raz kłopoty z nerkami dały znać o sobie w 1954, kiedy Körmöczy musiała przejść operację.

### Awans do czołówki światowej
W 1955 węgierska zawodniczka była w ćwierćfinale Wimbledonu zarówno w singlu (pokonała „czwórkę” Angelę Mortimer, uległa „szóstce” Darlene Hard), jak i deblu (w parze ze Schmitt). W niecodzienny sposób osiągnęła finał międzynarodowych mistrzostw Polski – w drodze do decydującego meczu nie straciła nawet gema. Mecz finałowy, rozgrywany w dużym upale, oddała jednak zdecydowanie w zaledwie pół godziny, nie podejmując większej walki z Věrą Pužejovą (później Sukovą, 1:6, 1:6). Po raz pierwszy sklasyfikowana w nieoficjalnym rankingu światowym pisma „Daily Telegraph” w czołowej dziesiątce w 1953, Körmöczy potwierdziła przynależność do elity w 1956, osiągając finał międzynarodowych mistrzostw Włoch. Pokonała w tym turnieju m.in. Brytyjki Patricię Ward i Angelę Buxton, a w decydującym meczu uległa czarnoskórej Amerykance Althei Gibson 4:6, 5:7. Kilka tygodni później po raz pierwszy znalazła się w wielkoszlemowym półfinale, pokonując w Paryżu m.in. Darlene Hard i Niemkę Ilse Buding, a przegrywając z Angelą Mortimer 4:6, 3:6. Na Wimbledonie doszła do IV rundy, gdzie uległa rozstawionej z drugim numerem Amerykance Beverly Fleitz 0:6, 6:8.
Sezon 1957 Körmöczy rozpoczęła od serii egzotycznych występów, wygrywając turnieje w Kairze, Bejrucie i Moskwie (w finale pokonała Puzejovą). Kilka tygodni spędziła w Chinach. Po powrocie do Europy doszła do ćwierćfinału mistrzostw Francji, na Wimbledonie kończąc start już na II rundzie. W obu turniejach przegrywała z najwyżej rozstawionymi zawodniczkami – w Paryżu z Shirley Bloomer, w Londynie z Altheą Gibson. W dalszej części sezonu po raz kolejny wygrała międzynarodowe mistrzostwa Węgier w Budapeszcie. Na koniec roku znalazła się w najlepszej piątce tenisistek świata według „Daily Telegraph”.

### Największe sukcesy
Jeszcze wyżej znalazła się rok później. Rozpoczęła rok od wygranych na francuskiej Riwierze (zwycięstwa w Menton i po raz trzeci w karierze w Monte Carlo), by następnie odnieść największy sukces w karierze. Jedenaście lat po debiucie triumfowała w międzynarodowych mistrzostwach Francji, potwierdzając opinię czołowej specjalistki nawierzchni ziemnej. Rozstawiona z „trójką”, w ćwierćfinale pokonała Brytyjkę Ann Haydon (nr 6 rozstawienia, 6:3, 6:4), w półfinale reprezentantkę RPA Heather Segal (nr 7, żonę znanego deblisty Abe Segala, 6:1, 6:0), wreszcie w finale najwyżej rozstawioną Brytyjkę Shirley Bloomer 6:4, 1:6, 6:2. Zaliczyła także najlepszy w karierze występ na Wimbledonie, gdzie dopiero w półfinale musiała uznać wyższość Angeli Mortimer (0:6, 1:6). Wszystkie te wyniki (także kolejny tytuł międzynarodowej mistrzyni Węgier) dały Körmöczy drugą pozycję w rankingu światowym. Wyprzedziła ją jedynie Althea Gibson, zwyciężczyni Wimbledonu i mistrzostw USA, ale ponieważ wraz z zakończeniem sezonu przyjęła ona status profesjonalny, w sezon 1959 Körmöczy wkraczała jako pierwsza rakieta amatorskiego tenisa kobiecego.
Dobrą dyspozycję Wegierka potwierdziła w 1959 czwartym tytułem w Monte Carlo. Jako pierwsza zawodniczka węgierska w Wielkim Szlemie została rozstawiona z pierwszym numerem (w mistrzostwach Francji), ale w opinii obserwatorów za faworytkę uchodziła raczej Brytyjka Christine Truman, turniejowa „dwójka”. Körmöczy przystępowała do turnieju jak obrończyni tytułu, natomiast Brytyjka mogła się pochwalić już w bieżącym sezonie prestiżowymi tytułami międzynarodowej mistrzyni Szwajcarii i Włoch. Awans obu rywalek do finału zdawał się potwierdzać jednak słuszność rozstawienia – Körmöczy pokonywała kolejne rywalki względnie łatwo (w ćwierćfinale Pužejovą, w półfinale Meksykankę Rosie Marię Reyes), a Truman już w półfinale musiała bronić piłki meczowej. W decydującym meczu jednak rzeczywiście Brytyjka okazała się lepsza, wygrywając 6:4, 7:5.
W 1959 Körmöczy sięgnęła po jeszcze jeden tytuł w międzynarodowych mistrzostwach kraju. Pod koniec sezonu w Hamburgu doznała poważnej kontuzji w czasie meczu deblowego, co zmusiło ją m.in. do oddania finału gry pojedynczej walkowerem. Węgierka straciła kilka miesięcy występów, ale wiosną 1960 ponownie prezentowała się znakomicie, pozostając niepokonaną w cyklu turniejów na Riwierze (Menton, gdzie obok singla wygrała także grę mieszaną, Cannes, Monte Carlo), a następnie w wieku niemal 36 lat wygrywając mistrzostwa Włoch. W turnieju tym pokonała w ćwierćfinale Reneé Schuurman z RPA 9:7, 6:0 (chociaż rywalka w pierwszym secie prowadziła już 5:0), a w półfinale debiutującą na kontynencie europejskim Australijkę Jan Lehane 6:1, 6:0. Finał z Ann Haydon Körmöczy rozstrzygnęła na swoją korzyść 6:3, 4:6, 6:1. Dyspozycja z pierwszej części sezonu stawiała ją w gronie faworytek do ponownego triumfu na kortach Rolanda Garrosa, gdzie otrzymała najwyższy numer rozstawienia. Start zakończyła jednak niefortunnie – w pierwszej rundzie otrzymała wolny los, w drugiej odniosła zwycięstwo walkowerem, ale w trzeciej rundzie, a w pierwszym rozgrywanym meczu, doznała kontuzji w pojedynku z reprezentantką Egiptu Betsy Abbas i musiała zejść z kortu przy stanie 5:4 w pierwszym secie. Tym razem kontuzja nie okazała się tak poważna jak kilka miesięcy wcześniej i Węgierka powróciła na korty jeszcze przed Wimbledonem, ale w Londynie odpadła już w II rundzie. Wygrała natomiast po zaciętym finale z Haydon (1:6, 8:6, 8:6) jeszcze raz międzynarodowe mistrzostwa Węgier, tym razem dokładając tytuł również w deblu (w parze z Haydon).

### Ostatnie lata na korcie. Sportowa emerytura
Wiosną 1961 zaliczyła serię występów na kontynencie amerykańskim, wygrywając m.in. turniej w St. Petersburg na Florydzie. W międzynarodowych mistrzostwach Francji otrzymała dopiero dziesiąty numer rozstawienia, ale w ćwierćfinale pokonała „dwójkę” Marię Bueno z Brazylii 6:3, 6:3, by dopiero w półfinale przegrać z Ann Haydon 6:3, 1:6, 3:6. W IV rundzie Wimbledonu musiała uznać wyższość Australijki Margaret Smith. W 1962 odniosła ostatnie znaczące zwycięstwa turniejowe – w Nicei i (po raz szósty) w Monte Carlo. Jeszcze raz wysoko rozstawiona w mistrzostwach Francji (z czwartym numerem), w 1/8 finału uległa Australijce Lesley Turner. W 1963 nie wystąpiła w Paryżu (wycofała się już po losowaniu), natomiast zaliczyła późny debiut w mistrzostwach USA (bez sukcesu). Rozegrała w tymże roku dwa mecze w Pucharze Federacji, przyczyniając się do zwycięstwa nad Dunkami, nie była natomiast w stanie zapobiec porażce z silnymi Australijkami (uległa Margaret Smith).
Słabsze wyniki skłoniły ją wreszcie do podjęcia decyzji o zakończeniu kariery sportowej. W 1964 była w III rundzie mistrzostw Francji, gdzie uległa „piątce” Jan Lehane. Zgłosiła się także do Wimbledonu, ale ostatecznie zrezygnowała z gry, oddając walkowerem mecz Brytyjce Vivienne Dennis i ogłaszając przejście na sportową emeryturę. Prasa brytyjska spekulowała, że był to ze strony Körmöczy gest sportowy, umożliwiający reprezentantce gospodarzy dalszą grę wobec perspektywy walkoweru politycznego w kolejnej rundzie – kolejną potencjalną rywalką Węgierki była Glenda Swan z RPA, a zawodnicy z krajów socjalistycznych oddawali mecze bez gry przeciwnikom z Afryki Południowej, w formie protestu przeciwko apartheidowi (m.in. Aleksandre Metreweli). Jak wspominała sama Körmöczy w swojej autobiografii, prawdziwa przyczyna była inna. Zawodniczka kilka miesięcy wcześniej obserwowała w Monte Carlo daremną walkę słynnego Jaroslava Drobnego z dużo młodszym rywalem i obojętną reakcję publiki wobec klęski dawnego mistrza Wimbledonu. Kończąc karierę Körmöczy nie chciała, by jej udziałem stało się podobne doświadczenie.
Po zakończeniu kariery sportowej Körmöczy zajęła się pracą trenera. Prowadziła m.in. zespół narodowy w Pucharze Federacji, a także klub Vasas. Została laureatką wielu nagród i odznaczeń, zarówno państwowych, jak i sportowych. Zmarła we wrześniu 2006 w wieku 82 lat.

## Sukcesy w turniejachwielkoszlemowych
- mistrzostwa Francji
  - gra pojedyncza – wygrana 1958, finał 1959

### Finały singlowe w turniejach wielkoszlemowych
- mistrzostwa Francji 1958 – 6:4, 1:6, 6:2 z Shirley Bloomer
- mistrzostwa Francji 1959 – 4:6, 5:7 z Christine Truman